# Anemone canadensis
Анемона канадська (Anemonastrum canadense або Anemone canadensis) — вид рослини родини жовтецеві.

## Назва
В англійській мові має назву «лугова анемона» (англ. meadow anemone).

## Будова
Багаторічна рослина з пальмоподібними прикореневими листками 12,5 см довжини, круглим стеблом та великими до 5 см одиночними білими квітами з лимонно-жовтим центром. Квітне з кінця весни ціле літо.

## Поширення та середовище існування
Зростає у Канаді та на півночі США на вологих ґрунтах. Утворює великі колонії через здатність розростатися кореневищем.

## Практичне використання
Використовувався індіанцями для виготовлення ліків.

## Галерея

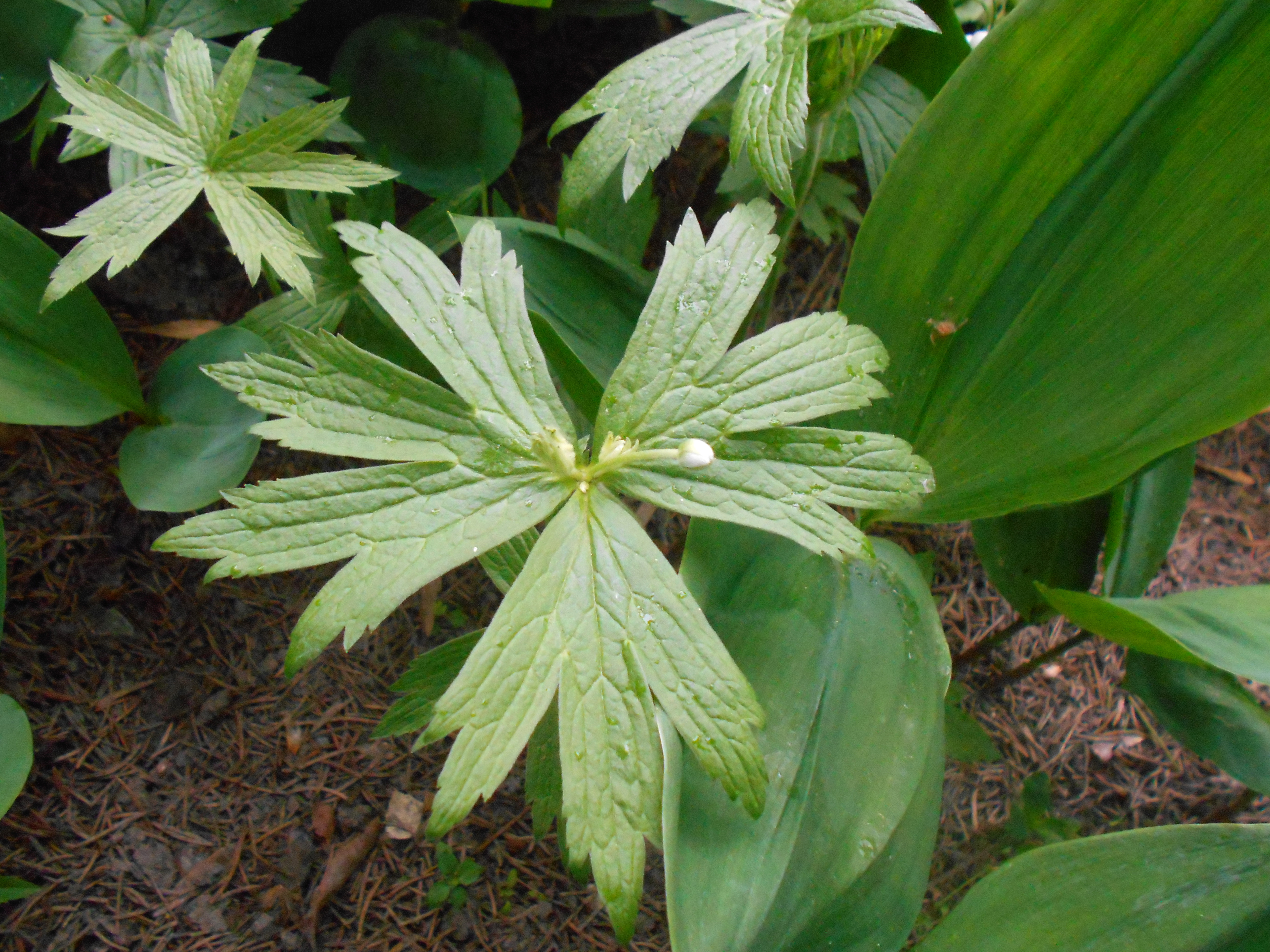
Листя
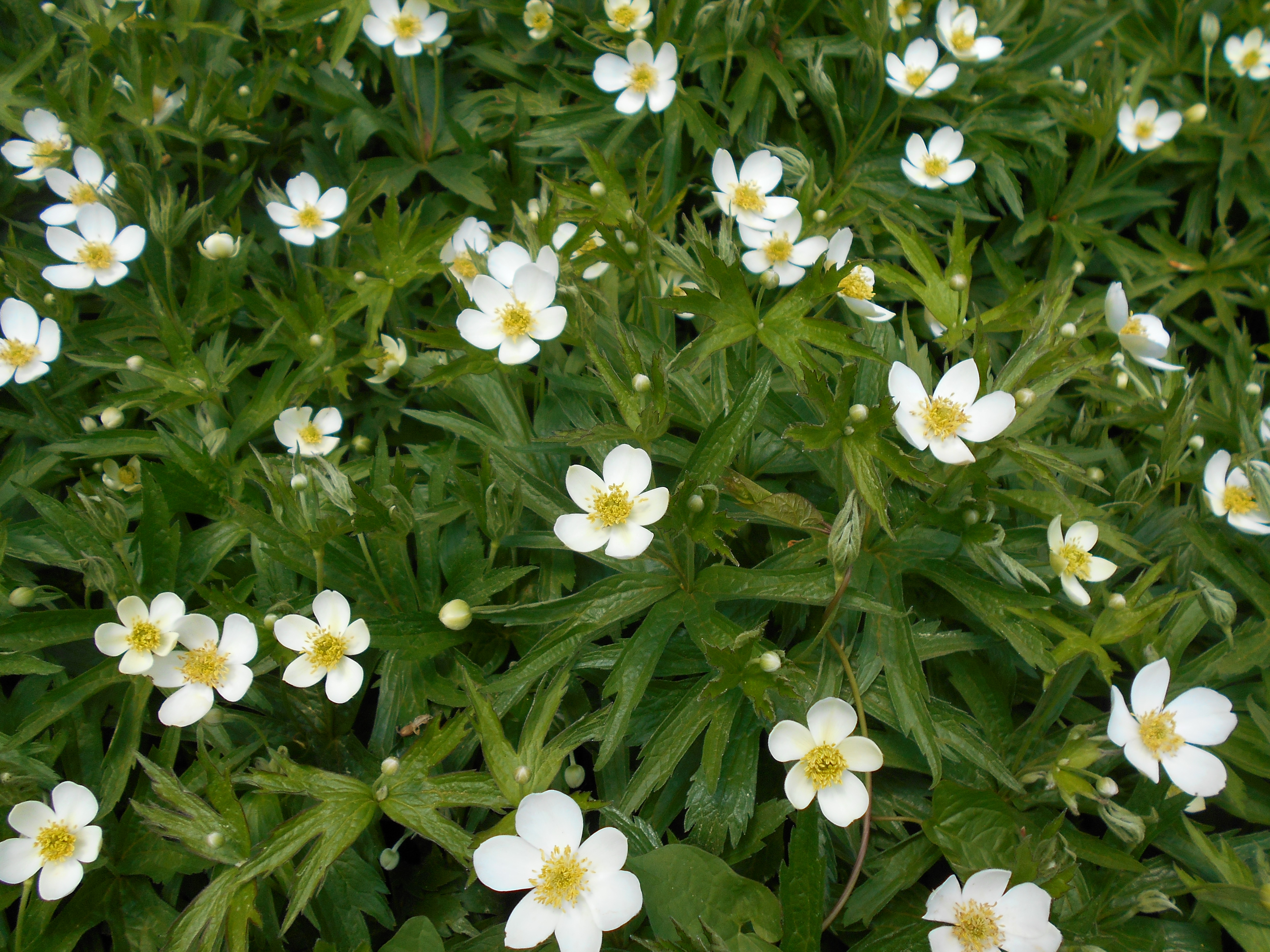
Квіти
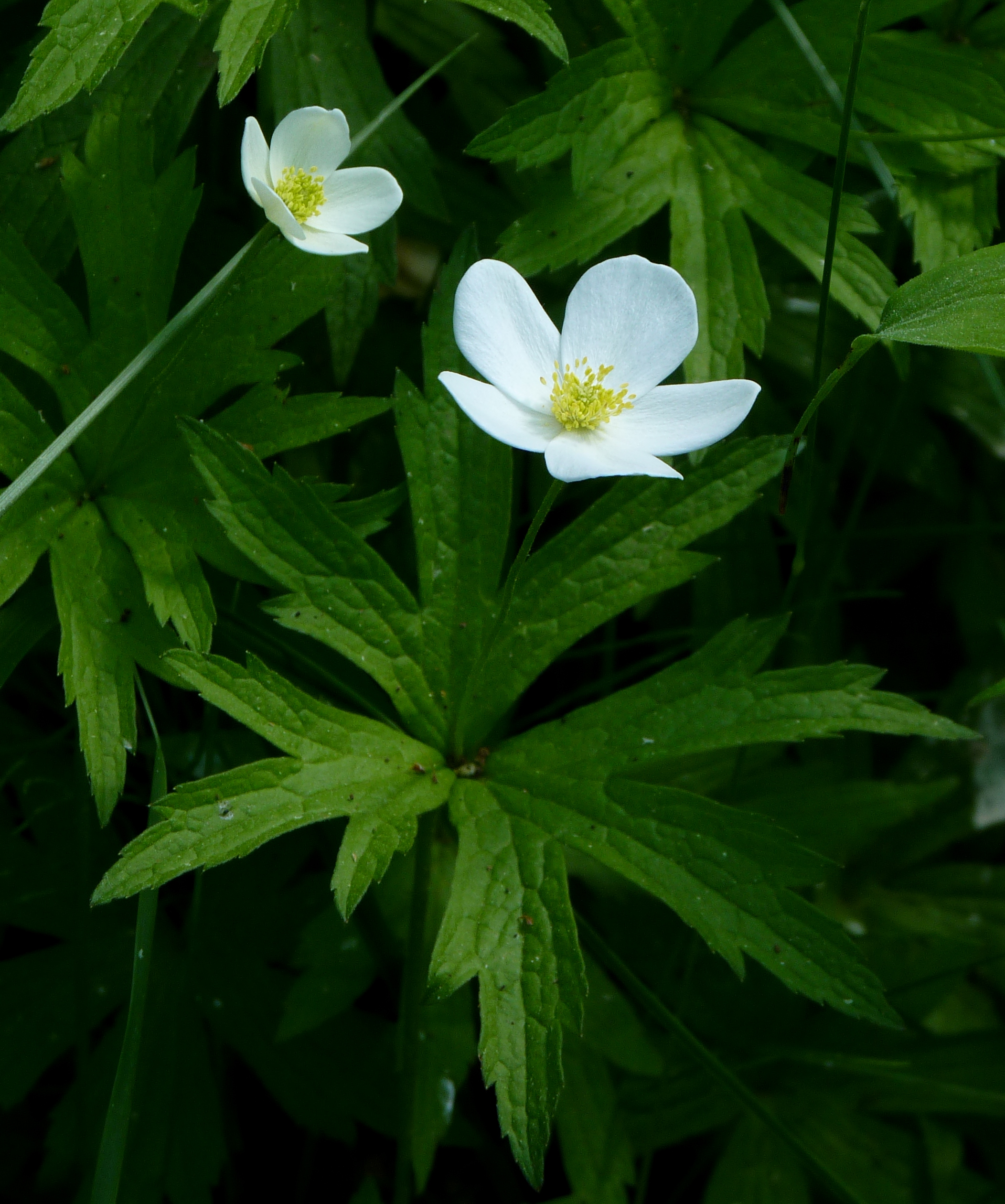
Квіти
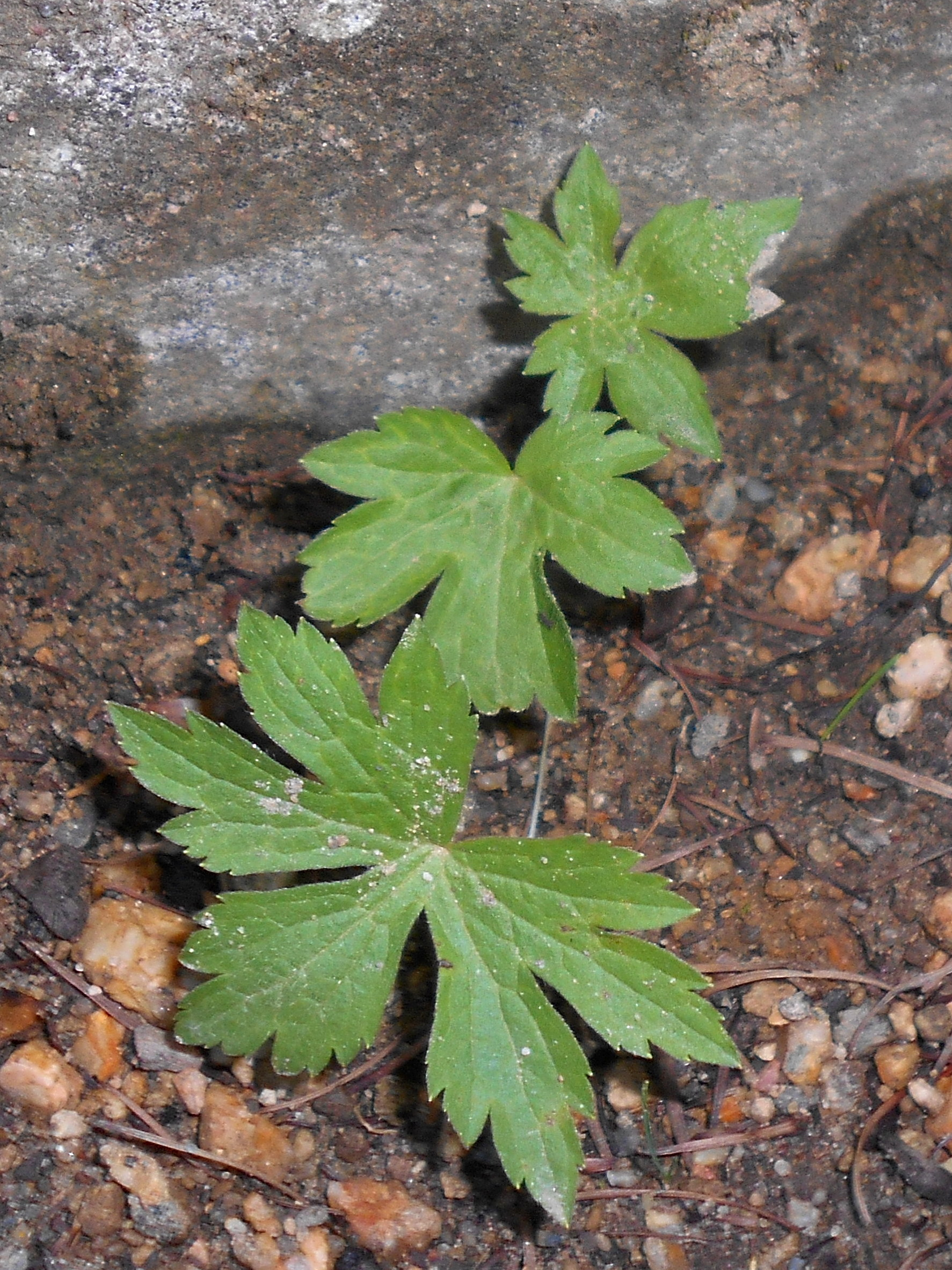
Сходи